# 황상민
황상민(黃相旻, 1962년 11월 10일 ~ )은 대한민국의 심리학자이다. 그는 ‘한국인의 자아’라는 개념을 다양한 분야와 연결하여 경험적으로 규명했으며, 주로 현실과 온라인에서 작동하는 인간, 그리고 대중의 다양한 심리 유형에 대해서 연구하였다. 대표적인 프로젝트로는 WPI (Whang's Personality Inventory), 온라인 게임세계 연구, 정치인 이미지 연구 등이 있다. 세종대학교와 연세대학교에서 교수로 재직하였으며, 연세대학교 심리학과 교수로 재직 중 2016년 1월 겸직 금지 의무 위반으로 해임되었다. 그러나 이 결정이 그간 황상민이 박근혜 대통령과 여러 정치인에 대한 비판적 시각을 표출한 것에 대한 보복성 인사라는 논란이 일고 있다. 팟캐스트 <<황심소>>에서 무료 상담과 시사 코너를 운영하고 있다.

## 학력
- 부산동고등학교
- 서울대학교 심리학과 학사
- 서울대학교 대학원 심리학 석사
- 하버드 대학교 대학원 심리학 박사

## 생애
본관은 평해이다. 경상남도 진해에서 태어났다. 서울대학교에서 심리학을 전공한 후 하버드 대학교에서 사회인지발달에 대한 연구로 발달심리학 박사 학위를 받았다. 주로 현실과 온라인에서 작동하는 인간, 그리고 대중의 다양한 심리 유형에 대해서 연구하였으며, 대표적인 프로젝트로는 WPI (Whang's Personality Inventory), 온라인 게임세계 연구, 정치인 이미지 연구 등이 있다. 특히, 한국인의 이중적인 ‘자아’ 개념이 개인마다 어떻게 다르게 형성되고 발현되는지에 대해서 경험적으로 규명하고, 이를 사랑, 정치, 소비와 연결했다. 세종대학교와 연세대학교에서 교수로 재직하였으며, 연세대학교 심리학과 교수로 재직 중 2016년 1월 겸직 금지 의무 위반으로 해임되었다. 그러나 이 결정이 그간 황상민이 박근혜 대통령과 여러 정치인에 대한 비판적 시각을 표출한 것에 대한 보복성 인사라는 논란이 일고 있다.

##### 어린 시절
황상민은 경상남도 창원시 진해에서 둘째로 태어났다. 그는 9살까지 진해에서 지냈고, 초등학교 2학년 때 그의 부모님은 아이들이 더 좋은 교육을 받을 수 있도록 부산으로 이사했다.
학창 시절 그가 공부를 열심히하도록 동기가 되었던 것은 ‘공부를 잘해야 사람 취급을 받을 수 있다’는 생각이었다고 한다. 그는 조선일보 맛공과의 인터뷰에서 “한번은 반에서 25등 정도의 성적을 받은 적이 있었지요. 그 전까지 쉬는 시간에 묻기도 하던 애들이 더 이상 묻지도 않더군요. 그리고 내가 무슨 이야기를 해도 별로 대꾸도 하지 않고요. 더 놀라운 것은 반에서 힘깨나 쓰던 친구들이 저를 집적대기 시작하더라고요. 이상했어요. 그래서 다음 시험에는 반에서 2등인가 했어요. 담임이 성적 가지고 장난치지 말라고 하더군요. 그리고, 다른 아이들도 정상적으로 저를 대하더군요. 한국 사회에서는 내가 무엇을 하겠다는 목표를 가지기 전에 다른 사람에게 제대로 사람으로 대접받기 위해서는 어느 정도 공부를 잘 해야 한다는 생각을 하게 되었지요.”라고 회고하기도 했다.

## 교육 및 전문 분야

### 대학
황상민은 1981년 봄, 서울대학교 사회과학대학에 입학하였다. 그가 심리학을 전공하게 된 것은 순전히 우연이라고 스스로 말한다. 원래는 외교관이 되려고 사회과학대학에 들어왔으나, 첫 학년을 술을 마시며 보낸 후 진로에 대해 다시 생각해보기 시작했다. 사회학을 전공하여 감옥살이를 하며 사는 것은 부담스럽기도 하고, 무엇 혹은 누구를 위해 스스로를 내세우는 사람으로 살고 싶지는 않았다고 한다. 또, 오지를 탐험해야 하는 인류학보다 조용히 연구실에서 인간 심리만을 탐구하면 되리라 믿고 심리학을 택했다. 2학년 때 한국고등교육재단의 장학생으로 선정되어 매달 5만원을 받았으며, 이를 계기로 그 동안 막연히 ‘어렵다’고 생각하던 유학과 학자의 길에 대해서 희망과 자신감을 가지게 되었다. <<Walden II>>를 읽고 꼭 미국에 가서 스키너의 제자가 되리라고 다짐했다.

### 대학원
1985년 심리학과 학사를 졸업한 황상민은 동대학원에서 서봉연 교수의 지도 아래 공부를 이어갔다. 그리고 1986년 9월, 한국고등교육재단의 장학금을 받아서 하버드대학교 심리학과 박사과정에서 Sheldon White의 지도 하에 ‘사회 인지 발달’을 전공하였다.
대학원 시절부터 황상민의 연구에서 반복적으로 던져지는 질문은 다음과 같이 요약될 수 있다: “어떤 사회나 문화 속에서 사는 사람의 마음이 어떻게 개인마다 다른 방식으로 표현되는가?” 그의 박사학위 논문 <<The Organization of Everyday Places and their Dimensional Features: The Priming Effect of Dimensions on the Congruence of Place and Behavior>>은 일상적 장소에 대해서 사람들이 어떤 생각을 가지고 있고 또 각 장소에 대한 사람들의 심리적 측정이 어떻게 일어나는지, 측정된 결과는 장소의 절대적 특성인지 혹은 사람의 마음이 반응한 결과인지를 탐구했다. 이 연구에서 그는 일종의 비모수치추정방법 (non-parametic statistical analysis)을 사용했는데, 이는 모수치 추정 방식과 달리 요인이 몇 가지의 패턴이 존재하는지 사전에 가정하지 않고 자료에 기반하여 미지의 패턴을 찾는다.
박사후 과정부터 황상민은 ‘인터넷에서 작동하는 인간의 심리’에 집중하였다. 캘리포니아 주립대 (Irvine)에서 Rob Kling의 지도를 받으며 PC 네트워크 환경에서의 심리에 대한 연구를 시작하였고, 초기 가상세계 연구에서 선구자적 역할을 했다. 90년대에 미래에는 쇼핑 등 실생활의 많은 부분이 인터넷에서 이루어질 것을 예측하였으며, 새로운 전자제품이 나왔을 때 그것을 발굴하는 사람, 보급하는 소비자의 특성 등을 구분해내었다. (<<디지털 괴짜가 미래 소비를 결정한다 (2008)>> 참고)

### 교수 생활, 연구
황상민이 연구자로서의 삶에서 천착한 주제는 ‘자아’, 특히 ‘한국인의 자아’와 이를 기반으로 한 ‘개인의 성향에 대한 규명 및 존중’이다. 특히, ‘자신이 생각하는 자아’와 ‘다른 사람이 보는 자아’ 간의 관계, 혹은 ‘실제 자아’와 ‘이상적인 자아’를 한국인은 어떤 다양한 양상으로 경험하고 만들어가는지에 대해서 교육, 발달, 정치, 마케팅 등 다양한 세부 분야와 연계하여 연구하였다. 특히, 그는 학생 혹은 아동의 특정 행동을 ‘문제’로 규정하고 해소하려는 의학적 모델 대신, 개인의 특성과 각 개인이 행동에 부여하는 의미를 먼저 진단하고 이해함으로써 아동과 학생이 스스로를 이해하고, 환경 혹은 타인과의 관계 그리고 진로를 찾아나갈 수 있도록 ‘발달적 관점’이 교육과 심리 치료에 적용되어야 함을 주장했다.
그는 주류 심리학과 같이 사람들의 ‘평균’을 찾는 것을 거부하고, 각 특성이 사회의 문화나 상황 속에서 표현되는 개인들 간의 차이를 규정하고, 이 ‘미지의 컨셉’들을 MDS (Multidimensional Scaling) 등을 활용하여 측정하려 했다. 그러나 자신의 연구가 개인 간의 양적 차이가 존재하는 속성들은 찾아내었지만, 각각의 속성들을 서로 다른 방식으로 발현하는 인간 개개인의 특성을 찾아내지 못하고 있다는 근본적인 한계를 느끼기 시작했고, 이후 Q 방법론을 통하여 이를 극복하려 노력했다.

#### Q 방법론발전
절대적이고 변함없다고 가정되는 속성이 아닌, 사회문화적 환경 안에서 살아가는 인간 개개인의 특성을 찾아낼 수 있는 방법을 탐색하기 위해서 황상민은 연대에 부임한 이후 학생들과 함께 “연구 방법론이란 무엇인가?”라는 세미나를 조직했다. 이 세미나에 초청된 사람 중 한 명은 그에게 Q 방법론 (Q Methodology) 을 소개한 고 김흥규 한국 외대 전 교수였다. 이후, 그는 ‘인터넷 심리’, ’미래 전자 제품’ 등 다양한 주제에 대해 사람들이 가진 서로 다른 생각을  Q방법론을 통해 탐구했다. 황상민에 따르면, Q 방법론은 기존 심리학에서 사용되던 요인 분석과 달리 심리에 대한 ‘양자역학적 (quantum-mechanical)’ 해석을 가능하게 한다. 즉, 기존의 요인분석 (R-technique)에 근거한 심리학은 각 요인을 모든 사람이 가지고 있고 그 정도에서만 차이가 나는 절대적인 특성들로 규정한 반면, Q 요인 분석은 각 요인들이 서로 다른 환경에서 개인에 따라 어떻게 다르게 조합되고 발현되는지를 추론 가능하게 했다. 마치, 양자가 관찰자를 의식하여 자신의 움직임을 결정하고 변화시킬 수 있듯이, 개인도 자신의 환경과 스스로의 특성을 의식하고 발현할 수 있다는 사실을 심리학에 적용한 것이다. (Q 워크샵 매뉴얼 참고)
이후, 황상민은 Q 분석을 통해 도출되는 각 요인을 전통적 분석방식에 따라 한 가지 특성으로만 해석하는 것의 한계를 느꼈다. 왜냐하면, 한 요인 안에서 나타난 긍정적이고 잘 드러나는 성향과 부정적이거나 숨겨진 성향을 추상적으로 함께 뭉뚱그리는 대신, 그것들을 구분할 필요가 있다고 생각했기 때문이다. 이러한 한계를 극복하기 위해서 그는 각 요인에서 문항에 부여된 가중치에 따라 정렬된 문항들을 상위, 중위, 하위로 나누어 한 요인 안에서 도출되는 각각 다른 특성으로 해석하기 시작했다. 후에 중위 문항은 해당 요인에 대한 뚜렷한 성향을 드러내지 못하기에 배제되었고, 한 요인은 최상위 문항과 최하위 문항이 나타내는 양 극단의 두 가지 성향으로 나뉘어 해석되었다. 이는 ‘양 극단은 통한다’는 원리가 Q 방법론에 적용된 것이며, 한 요인을 두 가지 극단적 성향으로 나누어 해석함으로써 각 성향이 연구된 사회 안에서 어떠한 모습으로 드러나고 있는지 보다 명확해졌을 뿐 아니라, 각 성향 간의 상호작용 또한 나타낼 수 있게 되었다. 이에 더하여, 한 요인을 두가지 극단으로 나눔으로써 비교적 적은 수의 참여자를 기반으로 진행되는 Q 연구에서 사람들이 쉽게 인정하거나 사회적 상황에서 받아들여지는 성향 (주류) 뿐 아니라, 사람들이 드러내기를 꺼리거나 소수의 사람들만 가지고 있는 특성 (비주류) 을 찾아낼 수 있게 되었다. Q방법에 기반한 이러한 새로운 해석 방식은 황상민의 여러 연구에서 찾아볼 수 있다.

#### 2) 한국인의 심리 연구, “한국 사람들의 성격을 어떻게 규정하고 측정할 것인가?”

##### <<WPI (Whang’s Personality Inventory)>>
황상민은 동양인과 서양인은 ‘자아’에 대해서 규정하거나 생각하는 방식이 다르기 때문에 서양의 심리검사와는 차별화된 ‘한국인의 심리’를 측정할 수 있는 도구가 필요하다고 생각했다. 성격 연구 분야에서는 80년대부터 이미 Costa & McCrae 등의 연구를 통해 Big 5 Theory of Personality (개방성, 성실성, 외향성, 친화성, 신경성)가 존재함이 알려져 있었다. 그러나, 황상민은 이러한 다섯가지 요인은 사회문화적 환경, 그리고 개인의 경험과 믿음에 따라서 다른 방식으로 조합되고 발현되리라고 생각했다. 그가 자주 사용하는 비유에 따르면, “빵을 만들 때 필요한 재료가 ‘밀가루,’ ‘계란,’ ‘우유,’ ‘이스트,’ ‘버터’라는 사실을 아는 것은 중요하다. 하지만 재료가 빵은 아니다. 재료로 반죽을 하고 숙성 과정을 거쳐 오븐에 넣고 구워 내야 비로소 빵이 되는 것이다. 사람의 마음 역시 개별 심리 특성이나 요인들의 점수가 아닌 그것들을 종합적으로 볼 수 있는 틀을 거쳐야만 알 수 있게 된다.” (<<마음읽기 (2016)>>, 325p)
그는 Big 5 Personality에 기반하여 한국인의 정서, 라이프스타일, 행동 방식 등을 나타내는 여러 가지 문항을 만든 후, 스스로 생각하는 자신 (I), 그리고 타인이 생각하는 자신 (Me)의 두 차원의 유형을 Q방법론을 기반으로 구분해내었다. 한국인이 자기자신을 정의하는 방식 (I)은 Realist, Romantist, Humanist, Idealist, 그리고 Agent의 다섯 가지 유형으로 구별되었으며, 타인을 매개로 하여 자신을 정의하는 방식 (Me)는 Relation, Trust, Manual, Self, 그리고 Culture의 다섯가지 유형으로 구분되었다. 그의 연구 결과는 윌리엄 제임스가 ‘자아’는 ‘자신이 생각하는 자기자신(I)’과 ‘타인이 보는 자신(Me)’의 결합이라는 주장이 ‘한국’이라는 구체적인 사회문화적 환경 안에서 어떻게 발현되는지 경험적으로 증명한 것이며, WPI (Whang’s Personality Inventory)라는 심리 검사로 정리되어 상담, 교육 등에서 활용되고 있다.
WPI의 다섯가지 유형 
- 리얼리스트 : 타인의 인정을 통해 자신의 존재감을 얻기에, 다른 사람들과 좋은 관계를 맺기 위해 노력한다. 큰 변화나 갈등을 싫어하기에 다른 사람들을 배려하거나 잘 맞춰 주지만 그로 인한 마음 고생이나 착한 사람 콤플렉스 등을 겪기도 한다. 어느 조직에서든 큰 잡음이 생기지 않는다면 그 곳에 있는 리얼리스트의 덕일 수 있다. 리얼리스트는 타인의 인정을 얻을 수 있는 척도로 자신이 속한 집단, 재산, 학벌 등을 생각하며 세상에서 정한 정답과도 같은 성공한 삶을 위해 자기계발에 힘쓰기도 한다.

- 로맨티스트 : 타인과의 교감을 통해 자신의 존재감을 느낀다. 감성과 감정의 공유가 중요한 로맨티스트가 공감 받지 못하고 있다고 느낀다면 아무리 풍족한 삶을 산다 할지라도 마음만은 누구보다 피폐할 수 있다. 유리구슬같은 여린 감성은 예술적인 감각으로 표출되기도 한다. 또한, 걱정과 두려움이 많아 새로운 일을 할 때에도 많이 주저하는 모습을 보이지만,  반대로 꼼꼼함과 신중함으로 드러나기도 한다.

- 휴머니스트 : 사람들과의 관계에서 자신의 존재감을 얻는다. 친화력이 좋고 외향적이며 붙임성이 좋다. 자신의 인적 네트워크를 활용해 문제를 해결해 나가는 능력을 가졌다. 그에 반해 꼼꼼하지 못하고 목표만 그럴듯하게 설정한 뒤 장기간의 노력을 하는 것은 힘들어 하는, 용두사미의 모습을 보이기도 한다. 윗사람에게 깍듯하게 대하고, 아랫사람에게는 윗사람으로서 권위 있는 모습을 보이는 것이 당연하고, 자연스럽다고 생각한다. 인간관계를 잘 맺는다고 자부할 수는 있지만 섬세하고 미묘한 감정을 캐치하는 것은 힘들어 한다.

- 아이디얼리스트 : 세상에 대한 이해와 자유로움을 느낄 때 스스로 존재감을 얻는다. 남과 다른 나만의 것을 추구하는데, 이런 모습은 현실과 동떨어지고, 이상적이며 추상적이라는 느낌을 주기도 한다. 또한 자신이 꽂힌 것에만 관심을 두기 때문에 그 외의 것들에는 무관심해서 다른 사람이 보기에는 이기적이고, 개인주의적이라는 생각이 들게 할 때가 있다. 혼자만의 시간을 보내는 것을 선호하고, 독립적으로 살아가고자 한다. 호기심이 많고 창의적인 아이디얼리스트는 자신의 관심사가 자주 바뀔 수 있는데, 한 가지에 몰입하여 나만의 전문성을 구축하는 것이 무엇보다 중요하다.

- 에이전트 : 자신의 성과를 통해 존재감을 느낀다. 자신의 일은 곧 자기 자신을 의미하며, 원하는 방식으로 일을 잘 마무리했을 때 그 어떤 것보다 큰 기쁨을 느낀다. 인간관계 보다 일을 더 우선시하는 경향이 있고, 누군가 자신이 일하는 과정에 참견하는 것을 좋아하지 않는다. 에이전트는 자신이 계획한 대로 일이 진행되고, 그 과정에서 자신이 몰입하는 것을 즐기기 때문이다. 이런 성향은 취미로 연결되기도 한다. 취미를 일처럼 하기 시작하면 무서울 정도로 몰입하고 마치 강박적인 오타쿠의 모습을 떠올릴 수 있다.[12]

##### 3) 한국인의 욕망과 ‘이미지와 실체의 관계’
<<대통령과 루이비통>>에서 황상민은 (명품) 소비와 선거에서 자신이 원하는 것을 말하기보다 막연하게 ‘좋은 것’을 선택하면 자신이 원하는 결과가 생기리라 믿고 욕망을 포장하는 한국인의 모습이 잘 드러난다고 보았다. 소비자로서 ‘본인이 진짜 원하는 것’과 ‘원한다고 말하는 것’을 구분하지 못하고 욕망을 포장한 채 선택을 내렸을 때, 소비를 하여도 만족할 수 없으며 ‘속았다’는 느낌을 갖게 된다. 한편으로, 그는 공급자들이 소비자들이 사회적 환경에서 부담 없이 말하는 자신의 욕구와 함께 ‘숨은 욕구’를 진단해내는 방법으로 Q 방법론을 발전시킨 ‘마음의 MRI’방법을 제안하였다.

## 연세대 교직 해임 및 논란

### 박근혜 정권에 대한 비판과 연세대 정교수직 해임
황상민은 대중이 박근혜 대통령에 대해 가지고 있는 이미지 유형을 Q 방법론을 통해 연구하여 “혼군[昏君]>얼굴마담>우리 VIP”라는 제목으로 2015년 5월 <<신동아>>에 발표하였다. 황상민의 연구에 따르면, 사람들은 박근혜 대통령을 주로 ‘꼭두각시’로 인식하고 있었다. 다수가 가진 박근혜의 ‘꼭두각시’ 이미지는 혼군, 우리VIP, 얼굴 마담 등의 세부 유형으로 나누어졌다. 동시에, 연구는 대중이 박근혜의 대안으로 ‘주도적인 영웅’의 이미지를 가진 대통령을 기대함을 찾아냈다. 이는 박근혜 대통령은 무능한 동시에 일종의 ‘의전 인물’일 뿐이며, 실세는 따로 있다는 것을 대중이 이미 그녀의 이미지를 통해 알고 있다는 뜻이다. 그녀는 한 국가를 통치할 능력을 갖추지 못한 지도자로 인식되고 있었다.
신동아에 ‘박근혜 대통령 이미지’ 연구를 발표한 후 황상민은 ‘겸직 금지 의무와 영리활동 금지 위반’으로 연세대학교의 징계위원회에 회부되었고, 박근혜 정권의 장관 후보 등으로 거론되는 정갑영 전 연세대 총장은 자신의 임기 마지막 날인 2016년 1월 29일에 해임안을 통과시켰다. 연세대는 황상민의 연구와 배제 징계는 관련이 없으며 그가 ‘겸직을 했기 때문에’ 해임했다고 주장했으나, 최순실 사건을 통해 황상민의 연구가 숨겨진 비선실세의 존재를 예측했음이 밝혀지면서 이화여자대학교의 정유라 부정 입학 사건과 함께 박근혜 정권 아래 대학이 학문의 자율성을 잃고 정치권력의 수단이 되었음을 보여주었다는 주장이 있다.
동아일보와의 인터뷰에 응한 연세대 측의 이호근 교수는 ‘겸직 금지나 영리활동 금지 위반’만 했다면 해임하지 않았을 것이며, 황상민은 불성실한 태도로 교수로서 임무를 수행했다고 주장했다. 이호근은 황상민의 교수 회의 불참, 수업을 월요일로 몰아넣음, 연구도 많이 했지만 위즈덤센터라는 연구소까지 경영한 정황 등을 들었다. 그러나 황상민은 위즈덤센터를 통해 프로젝트를 받아 연구를 했을 뿐, 이윤을 남기는 영리활동을 하거나 월급을 받지 않은 것으로 확인되었다. 한국, 그리고 미국에서 많은 교수들이 자신의 연구소를 세워 보다 자유롭게 연구를 진행하거나, 관련 분야 기업 등의 직책을 겸하기에 ‘겸직’을 하더라도 해임의 사유는 되기 힘들다. 결국, 이호근의 인터뷰에 따르면, 연세대학교는 황상민이 교수 회의에 불참했고 수업을 하루로 몰아넣었기에, ‘불성실하다’는 이유를 제시하여 연구 실적이 충분한 테뉴어를 받은 정교수를 해임한 것이다.
황상민을 연세대에서 해임시킨 정갑영은 박근혜 정권 하 초대 비서실장, 경제부장관 등의 후보로 거론되는 인물 중 한 명이었으나, 정부직책을 맡지 못했다. 이후 그는 연세대 총장 재임을 위한 노력하였으나, "연세대 교직원들을 상대로 한 직무수행 적격여부 의견수렴 결과에서도 후보들 중 가장 하위 순위를 기록"하며 실패하였다. 차기 (18대) 총장이 연세대학교 김용학 교수로 결정이 된 후, 황상민을 교수직으로부터 해임하는 절차는 빠르게 진행되었다. 정갑영은 자신의 총장 임기 마지막날 황상민 해임 결의안에 서명을 하며, 두 일자가 일치하는 것에 대해서 연세대는 "우연의 일치"라고 발표했다. 일각에서는 정갑영이 박근혜 정권에 대해 연일 비판적인 논조를 이어갔던 황상민에 대한 정교수직 해임을 박근혜 정권 하 공직에 임명받기 위한 움직임으로 분석되고 있다. 그러나, 당사자 정갑영은 언론과의 인터뷰에서 해임 절차 진행당시 자신이 연세대 총장이었음에도 불구하고, 황상민의 연세대 교수직으로부터의 해임에 '모르는 일'이고, 자신은 징계위원회의 결정에 따랐을 뿐이기에 관련이 없다는 주장을 펼쳤다. 정갑영의 이러한 조치는 이화여대의 정유라 부정입학 사건과 함께 박근혜 정권 하 대학의 인사들이 학문을 추구하는 사람이 아닌, 정권의 "앞잡이"로 변모한 사례로로 분석되기도 한다.
박근혜 정권은 CJ 그룹으로 하여금 박근혜를 풍자한 SNL 프로그램을 폐지하도록 했을 뿐 아니라, CJ 그룹 경영진 인사에 대해 압력을 행사한 것으로 알려졌다. 이 사례는 박근혜 정권의 실체를 드러낸 사람들에 대해서 ‘정권과 관계 없는 죄명’을 적용하여 철저한 보복성 처벌이 이루어졌음을 보여준다. 왕조시대에 ‘음모에 가담했다’는 의혹이 모든 사람들에게 적용되어 ‘사화’가 일어나고, 처벌할 수 있는 빌미가 되었던 것처럼, ‘여왕’으로 대중에게 불린 박근혜 정권에서는 사람들의 미움을 빠르게 살 수 있는 ‘영리 행위를 했다’는 의혹이 영리행위를 합법적으로 할 수 있는 기업과 자유로운 연구를 할 수 있는 권리를 가진 교수를 징계하는 데 사용되었다.
황상민에 대한 징계 시도는 2015년이 처음이 아니다. 2014년에도 ‘연구 실적 부족 및 학생 지도 태만’ 등을 이유로 징계위원회에 회부되었으나, 징계 사유는 사실이 아닌 것으로 드러나 무산되었다. 연구 실적 부족으로 징계위원회에 회부된 2014년에 황상민은 국제 및 국내 학회에서 5회 발표하였고, 논문 1편과 책 <<나란 인간>>을 출간하였기 때문이다. 하지만 이는 다른 교수들이 꾸준하게 엄격한 동료심사가 이루어지는 학술지 (peer-reviewed journal) 에 연구결과를 기고하는 것과는 차이가 있기도 하다. 이어진 2015년에는 미국의 사회과학 전문 출판사인 Routledge를 통해 <<The New Consumer Psychology: Scanning buying behavior with MRI of the Mind>>도 출간하였다. 하지만 MRI (자기공명영상장치)는 흔히 뇌의 구조 및 기능을 스캐닝하기 위한 도구이기 때문에, "MRI of the Mind"라는 표현은 MRI의 역할을 잘 모르고 사용한 표현이고 실제 의도한 바는 "Scanning buying behavior with mind, the MRI of Q-methodology"라는 지적이 있었다. 또한, 생식기 논란이 일었을 때, 김성주 당시 새누리당 공동선대위원장은 황상민의 교수직 사퇴를 요구하며 연세대를 방문했고, 연세대에서 징계를 약속했다고 밝히기s도 했다. 김성주는 최순실 사건과 관련하여 '팔선녀'라는 비선 실세 모임의 구성원이라는 의혹이 제기되기도 했으며 본인은 해당 의혹을 부정하였다.
자신도 정권 비판으로 인한 불이익의 위험을 겪었다는 김창룡 인제대 교수는 다음과 같이 말하며 한국에서 현재 사회과학이 처한 위험과 학자의 자유의 위축에 대해 경고하며 연세대의 처사를 비판했다.
| “이른바 ‘생식기’ 발언으로 그는 정년을 보장받은 정교수(테누어)였지만 간단하게 해임됐다. 따지고 보면 이 발언이 무슨 문제인가. 비하도 명예훼손도 아닌 평범한 자기주장에 불과하다. 해직된 후, 황 교수는 한 방송에 출연하여 “박근혜를 "혼군"으로 정의하는 바람에 미운털이 박혔고, 이 때문에 청와대서 해직 압력이 있었다 하더라도 교수회와 총장이 나서서 학문의 영역이라며 방패가 돼 줬어야 했다. 대학들이 쓰레기 된 증거지...”라고 주장했다. 대학교 교수는 비록 정년을 보장받았다하더라도 정치 권력을 향해 헌법이 보장한 ‘표현의 자유’를 실행할 때는 위험을 감수해야 한다. 특히 대통령, 장관 등 살아있는 권력을 향해 비판의 목소리를 높이는 것은 쉽지않은 일이다. …헌법에 보장된 ‘표현의 자유’ ‘언론의 자유’ ‘학문의 자유’는 몰지각한 인사들에 의해, 위협받고 심지어 해고, 파면 당한다. 교수직마저 외풍에 이렇게 흔들릴 때 이 사회에 표현의 자유는 위축되고 언론에는 ‘대통령이 나타나면 해가 쨍쨍’하는 찬양과 미화 보도만 난무하게 된다. 자신의 귀에 거슬리는 소리는 듣기싫고 찬양과 미화만 듣고자하는 대통령과 그 주변 측근들이 변하지 않는 한, 헌법이 위협받고 구체적으로는 표현의 침해 속에 식자층은 입을 다물게 된다.” |

해임의 배경이 된 황상민의 연구는2014년부터 이루어진 ‘대통령 이미지 탐색’이다. 이 연구를 통해서 대중이 박근혜 대통령에 대해 가진 이미지는 8가지로 나누어짐이 밝혀졌다. 다음은 신동아에 발표된 연구 설명의 본문이다.
| “박 대통령을 ‘혼군’으로 인식하는 대중에게 그는 ‘국가를 사유화하려는 왕’과 같다. 무엇보다 ‘무능하고 게으른’ 리더다. 책임은 지지 않고 권력욕만 있는 사람이다. 잘난 신하(부하)를 용납하지 못하고 권력 유지를 위해 무작위적인 행동을 할 가능성이 농후하다. 그래서 대중은 혼군이 철없는 아이나 저지를 행동을 하지 않을까 걱정하고 두려워한다. 무엇보다 혼군에게 국민과 국가는 자신의 욕망을 충족시키는 수단이다. ‘국가=권력=나’라고 여기는 것 같다. 이런 대통령의 이미지라도, 보수 권력을 유지하고 싶은 이들에겐 괜찮은 리더다. 자신의 이익이나 이해관계가 대통령과 잘 맞기만 하다면 정말 필요한 리더일 수도 있다. 하지만 혼군의 이미지로 박 대통령을 보는 사람들은 ‘무능하고 엉뚱한 짓을 할지 몰라 불안한 이에게 나라를 맡겼다’는 마음이다. 대중이 대통령에 대해 이런 이미지를 가졌다는 것은 ‘현재의 대통령이 이런 사람이다’라는 뜻은 결코 아니다. 일부 대중이 대통령을 혼군으로 인식한다는 뜻일 뿐이다. 현재의 대통령을 혼군이라고 생각할수록 대중이 간절히 바라는 정치지도자의 이미지는 ‘명장(전략가)’이 된다. 자신에 대해 번민하고 고민하며 동시에 사회를 변화시키고자 하는 명장 말이다. 전략가이기에 실제 행동이나 전투 면에서 다소 부족할 수 있지만, 대중은 혼란을 느끼지 않도록 방향을 정해주는 리더에 만족한다. 현재 우리 사회가 직면한 과제와 위기를 알려주고 함께 해결할 수 있는 리더의 이미지다. 현재 상황의 불확실성이 클수록 이런 지도자의 이미지는 더욱 부각된다.” |

본 연구는 사람들이 특정 정치인에 대해서 어떤 바람과 욕망, 믿음을 가지고 있는지를 진단하는 PCIC (President Candidate Image Checklist)로 만들어져 시사프로그램들에서 잠정적인 대통령 후보들이 가지고 있는 대중 이미지를 분석하는 자료로 활용되고 있다.

#### 생식기 발언 논쟁
당시 ‘연세대가 황상민 교수의 징계위원회 회부를 약속했다’고 말하며 황상민의 교수직 사퇴를 요구한 김성주의 발언은 연세대학교의 해임 결정이 박근혜 정권과 무관하지 않음을 보여준다. 황상민은 쾌도 난마 219회에 출연하여 당시 후보였던 박근혜 대통령이 ‘최초의 여성 대통령’으로 선전되는 현상에 대해서 이야기를 나누었다. 그는 본회에서 한국 사회에서 여성으로서의 삶은 역할에서 오는 것이지, 남성과 다른 생식기에서 유래하는 것은 아니므로 공주로만 자랐고, 결혼을 하거나 어머니가 되는 경험을 하지 않은 당시 박근혜 후보에게 어머니와 같은 면모를 기대하는 것은 대중의 착각이라는 주장을 펼쳤다. 본 회가 방영된 직후 경향신문, SBS, 데일리안 등 많은 언론은 언론은 황상민이 “박근혜는 생식기만 여성이다”는 발언을 했다는 기사를 내보냈고, 인터넷은 ‘어떻게 교수가 생식기만 여자라는 말을 할 수 있는가?’에 대해 뜨거운 논란이 일었다. 결과적으로 논의는 박근혜 당시 후보의 지도자로서의 자질과 성향의 논의에서 독특한 교수의 발언에 대한 가치 평가와 비난으로 옮겨갔고, ‘국민은 박근혜 당시 후보자에게 한국사회에서 여성으로서의 역할과 능력을 발휘할 것을 기대할 수 있는가?’의 문제는 다시 거론되지 못했다. 그러나 실제 쾌도 난마의 녹취록에서 언론에 보도된 “박근혜 후보는 생식기만 여자다”는 선정성이 강조된 구절은 찾을 수 없으며, ‘그것 (박종진 앵커가 박근혜 당시 후보자도 여성성을 갖고있다는 주장)은 생식기의 문제이지 여성으로서의 역할을 한 것.. (이 아니다)’는 발언이 있을 뿐이다.
당시 새누리당 공동선대위원장이었던 김성주는 이 사건과 관련하여 황상민의 교수직 사퇴를 요구하며 연세대학교에 항의 방문을 했고, 김현정의 뉴스 쇼에 출연해 황상민을 징계위에 회부하겠다는 약속을 연대측으로부터 받았다고 진술했다. 황상민은 “여성 전체를 비하한 것이 아니라 사회적 역할과 생물학적 차이를 구별하는 학술적 용어로 사용한 것이다”고 말했는데, 김성주는 “해야 할 말과 하지 말아야 할 말을 구별하지 못하는 작태”라고 반박했다. 이에 대해 황상민은 김성주가 “박 후보를 한 인간이 아닌 신적인 존재로 우상화하는 마음일 경우 `생식기'라는 단어는 신성모독이고, 불경스럽다는 심리상태를 그대로 나타낸 것 같다”고 분석했다.
| 쾌도난마 219회 관련 부분 녹취 (황상민 / •: 박종진) 여성이 남성보다 깨끗하다고 이야기할 때, 그때 여성과 남성의 차이는 생식기의 차이인가요, 아니면 생활에서의 차이를 이야기하나요? - 그것까지는 모르겠습니다. 하여튼 여성 의원들이 뇌물받고 해서 검찰에 간 적은 거의 없잖습니까. 물론 여성 의원들이 적긴 하지만. 얼마 전에 여성 의원했던 새누리당에서 했던 분이 중소기업 사상한테 - 그래도 받은 적은 없었죠. 주지 않아서 못 받았죠. 주면 받았죠. - 하여튼 근데 그랬을 때 우리가 여성 남성이라고 이야기할 때 그 차이는 어디서 오는지 아십니까? - 우리 엄마가 아버지보다 더 성스러운 느낌을 가지고 있잖아요. 훌륭한 지적이에요. 한국 사회에서 여성으로 생활한다 여성이기 때문에 아까 깨끗해질 수도 있고 성스럽기도 하고, 할 때 그 여성은 뭘 뜻할까요? 남자하고 여성하고 다른 생식기를 뜻할까요, 역할을 뜻할까요? - 당연히 역할이죠. 역할이죠? 그 역할에서 대표적인 것이 뭐가 있습니까, 예를 들면? - 어머니. 어머니. 어머니라는 것은 자식을 낳아봤다는거죠? 한국 사회에서 여성을 산다는 것은 생식기가 남성하고 다르게 태어났다는 의미가 아니라 역할, 그 역할의 가장 대표적인 것이 언제부터 나타나죠? - 결혼하고 애를 낳고, 그 다음에 애들을 키우고. 그러다보니까 나타나는 현상이죠? 그걸 보고 우리는 여성이라고 이야기하지 생식기가 남성하고 다르다고 해서 여성이라고 안 해요. 그런데 박근혜후보, 지금 그 상황입니까? 그 여성과 일치하는 범주에 있습니까 없습니까? 박근혜 후보 결혼했나요? 애 낳았나요? 애 키웠나요? - 그래도 여성성을 갖고있죠. 그래서 그것은 생식기의 문제지 여성으로서의 역할을 한 것... - 그래도 모성애가 여성으로서 있는거 아니겠습니까, 여성으로서? 애를 낳아보진 않았지만. 그래서 우리는 그 분을 공주라고 이야기하고 여왕으로서 대통령이 되시겠다고 나오신 거라고 보는게 맞지 왜 갑자기 뜬금없이 여성이 나옵니까 여기서. 저는 남성이라도, 여성들 입장에서 많은 여성들과.. 저는 대한민국 여성들이 남성에 비해서 훨씬 능력이 뛰어나요. |

### 대학의 스타 특혜 비판과 김연아 쇼 논란
CBS 라디오'김미화의 여러분'에 고정 출연했던 황상민은 2012년 5월 22일 대학의 스포츠 스타 특혜를 비판하였다.
<김미화의 여러분, 2012년 5월 22일분, 황상민 발언 요약>
김연아가 언제 대학 다녔나요? 고등학교 졸업하면서 교생 실습을 가나? / 성실이라 함은 정해진 것을 꾸준히 잘 실행한다는 것을 의미한다. / 김 선수(김연아)가 바쁜 것은 사실이지만 교생실습을 성실히 간 것은 아니다. / 김연아가 교생실습을 간다면 대학에서 4년 동안 충실히 수업을 듣고 학점을 이수했다는 이야기냐? / 김연아는 개인적인 일이나 국가적인 일로 외국에서 주로 훈련받고 외국을 돌아다니는데, 고려대는 수업을 안 들어도 수업 들은 걸로 해주고 졸업시켜 주는 학교냐? / 우리는 병역 면제도 시켜주고 돈도 많이 주고, 스포츠 스타에게 많은 혜택을 준다.  / 김연아 선수의 부모나 학교가 선생이 되려는 김연아 선수에게 잘못 가르치고 있다. / 김연아가 자격증 같은 걸 수집하듯이 받는 건 일반교사 입장에서는 그냥 얼굴만 내밀면 자격증 받는다고 생각할 수 있다. / 대학이 학교 이름을 대중에게 알리려고 스타 마케팅을 한다. 대학이 대학이기를 포기하고 일반 기업처럼 홍보를 하는 수준으로 떨어졌다.

'학생을 홍보 수단으로 활용하는 대한민국 대학의 실태와 엘리트 스포츠 선수에 대한 특혜'에 대해서 이야기하고자 했던 황상민은 자신의 의도와 달리, '김연아 교생실습 사실관계 확인' 논란에 휘말리게 되었다. 김연아의 교생실습 장소인 서울 진선여자고등학교 교사는 '김미화의 여러분'에서 인터뷰를 통해 "학교에 나와 성실히 나와 교생실습을 하고 있다"며 "사실 확인을 좀 해줬으면 좋겠다"며 반박하였고, 6월 6일 김연아의 소속사인 올댓스포츠는 "그분이 말씀하신 내용 중에 사실이 아닌 부분을 마치 사실인 것처럼 말씀하신 부분이 있어서 그 부분이 선수의 명예에 피해를 주기 때문에 법적 조치를 취한다"며 명예훼손으로 황상민을 고소하였다. 하지만 "김연아 선수 측은 언제든 황상민 교수가 확인되지 않은 허위 사실에 대해 사과를 한다면 선수 측은 언제든지 고소를 취하할 수 있다"며 취하 가능성도 열어두었다.
자신의 발언을 둘러싼 논란에 대해 황상민은 "(스포츠 선수는) 얼마든지 특례 입학을 시킬 수 있다고까지 생각한다. 그런데 그 선수들이 대학을 다니면서 교육을 제대로 받느냐에 대해서 대학이 진짜 관심을 가지고 그 학생들을 교육시키느냐, 현재는 그렇지 않다"며 "홍보 수단으로만 되고 학생들은 진짜 운동에 휘둘리는, 운동하는 기계로 성장한다. 그리고 그 학생이 대학을 졸업하고 나면 진짜 4년 대학을 졸업한 지적 수준을 가진 사람인가, 또 나중에 석사, 박사를 해서 심지어 그 분야의 교수가 된다고 했을 때 복사 수준의 논문을 쓰는 그런 경우를 우리는 이미 문대성 선수 케이스로 봤다"며 "우리는 그런 부분에 대해 생각해보자는 측면에서 심리추리로 얘기를 했는데 그것을 마치 본인 얘기라고 생각해서 고소한다면 대한민국은 우리에게 답답한 문제나 이슈에 대해 누가 문제제기를 하겠느냐" 교육 문제 이슈를 제기하려 했으나 엉뚱한 공격을 당한 답답한 심정을 토로했다. '쇼를 쇼라고 한 것인데'라며 자신의 주장은 굽히지 않았으나, 김연아 선수가 예로 들어짐에 따라 느꼈을 수 있는 불편함에 대해서 사과하고, '김미화의 여러분'에서 하차하였다. 
이후, 김연아 측은 '더 이상 휘말리고 싶지 않다'고 말하며 황상민에 대한 고소를 취하하였다. 그러나, 이에 대하여 명예훼손 소송이 진행되어 '교생 실습을 성실하게 나갔는가'와 '교생 실습 자격이 있는가'의 문제가 검증되어야 할 경우 김연아는 실제로 고려대학교 학부 수업에 거의 참여하지 못했기에 일반적으로 교생이 될 수 없다는 사실 등이 일으킬 논란을 의식한 결정이라는 가능성도 언급되었다. 
하지만 '김연아 측에서 명확하게 교생실습을 제대로 했다는 증거를 공개하지 못한 것은 논란을 가중시키는 요인이 되었다.'라고 되어 있는데 교생들은 전부 자기 교생실습 과정을 다큐처럼 다 찍어놓는지는 모를일이다. 만일 이런 일이 생길까봐 그런 걸 준비했어야 한다는 건 오히려 김연아가 특별하다고 주장하는 역설이 된다.  게다가 황상민은 스포츠 선수 특혜를 지적하면서 자신이 교수로 재직 중인 연세대에서는 있을 수 없는 일이라고 했는데 연세대에 누가 특기생으로 들어갔는지는 뭐 말 안해도 알 것이다
일각에서는 김연아와 전 태권도 선수 문대성씨의 예가 비교되며 '국위선양 자체가 학교에 불성실하게 다닐 자격을 주는 것은 아니다'는 주장과 '공부하는 스포츠 선수'를 길러내지 못하는 불편한 현실을 직면하는 계기가 되어야 한다는 주장이 제기되었다.

## 해임 후 행보
2016년 말, 박근혜-최순실 게이트가 발생하자, 황상민의 연세대 교직 해임이 언론과 정치계에서 재조명되었다. 본인도 자신의 가치를 재설정하는 시기를 가졌는데, 이는 다음과 같은 그의 말에서 알 수 있다: “내가 재미있는 것만 할 수 있다면, 그 외의 것은 나는 신경쓰지 않으려고, 무관심하려고 애쓰면서 ‘교수의 임무는 연구만 하면 된다’고 생각하면서 지내려 노력했다. 힘의 싸움과는 떨어져서 그것을 가끔 관찰하고 조언을 주는 고고한 학자로 살려 했다. 그런데 대한민국에서는 그 밖의 영향에 의해서 내가 좋아하고 잘 할 수 있는 일을 아예 할 수 없다는 사실을 알게 되니… 권력을 얻으려는 그들은 자신의 욕망이 뚜렷하고 그에 투철했기 때문에, 그에 비해 고고한 학자로 있으려 했던 나의 욕망은 뚜렷하지 않았기 때문에 해임되었다는 사실을 알았다. 그래서 더 이상 관찰자로 지내면 안되겠다고 생각했다. … 국민도 진짜 자신들이 원하는 욕망을 직면하고 뚜렷하게 하지 않았기 때문에 이명박근혜에게 속은 것이다. ”
박근혜-최순실 게이트와 관련하여 대한민국 국민의 마음을 ‘노예 상태’라고도 진단한 황상민은 해임 이후 언론과 팟캐스트 등에서 보다 적극적으로 정치에 대한 자신의 의견을 보다 뚜렷하게 발언하였고, 팟캐스트 <<황심소>>를 통해서 대중과 함께하는 ‘대한민국 심리 독립 운동’을 주도하고 있다.

## 경력 요약

### 심리학
- 1981년 - 1985년 : 서울대학교 사회과학대 입학 및 심리학과 졸업 (B.A.)
- 1985년 - 1986년 : 서울대학교 사회과학대 대학원 심리학
- 1986년 9월 - 1988년 6월 : 하버드 대학교(Harvard University), 심리학과 석사 (M.A.)
- 1988년 9월 - 1992년 6월 : 하버드 대학교(Harvard University), 심리학과 박사 (Ph. D.)
- 1996년 3월 - 1997년 8월 : 세종대학교 교육학과 학과장
- 1998년 3월 - 2016년 2월 : 연세대학교 심리학과 발달심리학 교수(해임)
- 2000년 9월 - 2002년 8월 : 연세대학교 인간행동연구소 소장[43]

### 집필
- 《공부, 삽질하지 마라! (공저) 》, 2016, 들녘.
- 《마음 읽기》, 2016, NEXUS BOOKS.
- 《The New Consumer Psychology: Scanning buying behavior with MRI of the Mind》, 2015, Routledge.
- 《나란 인간》, 2014, 푸른 숲.
- 《대통령과 루이비통》, 2012, 들녘.
- 《정치 심리 극장》, 2012, 리더스북.
- 《안철수냐 문재인이냐 (공저) 》, 2012, 예옥.
- 《독립연습》, 2012, 생각연구소.
- 《짝, 사랑》, 2011년, 들녘, ISBN 9788975279867
- 《부모 심리 아이 심리》, 2011년, 경향미디어, ISBN 9788965180319
- 《한국인의 심리코드》, 2011년, 추수밭, ISBN 9788992355650
- 《디지털 괴짜가 미래 소비를 결정한다》, 2008년, 미래의 창, ISBN 9788959890989
- 《대한민국 사람들이 진짜 원하는 대통령》, 2005년, 김영사, ISBN 9788934920304
- 《세상이 변해도 성공할 아이로 키워라》, 2005년, 명진출판, ISBN 9788976772084
- 《너 지금 컴퓨터로 뭐하니》, 2005년, 이한출판사, ISBN 9788982413957
- 《대한민국 사이버 신인류》, 2004년, 21세기북스, ISBN 9788950906177
- 《사이버공간에 또 다른 내가 있다》, 2000년, 김영사, ISBN 9788934905950
- 《사이버 공간의 심리》, 1999년, 박영사, ISBN 9788910030973
- 《EQ 살리는 대학생활 IQ 높이는 대학공부》, 1997년, 학문사, ISBN 9788946700796

#### 공저
- 《생각이 부를 결정한다》, 2008년, 무한, ISBN 9788956012254
- 《다름의 아름다움》, 2008년, 고즈윈 ISBN 9788992975094
- 《인지공학심리학》, 2007년, 시그마프레스, ISBN 9788958323976
- 《인터넷과 아시아의 문화연구》, 2007년, 연세대학교출판부 ISBN 9788971417959
- 《컨버전스와 미디어 세계》, 2005년, 커뮤니케이션북스, ISBN 9788984993334

#### 감수
- 《상식의 배반》, 2011년
- 《브레인 어드밴티지》, 2010년
- 《플레이, 즐거움의 발견》, 2010년
- 《스눕: 상대를 꿰뚫어보는 힘》, 2010년
- 《가위바위보》, 2009년
- 《룩스》, 2009년
- 《승자의 뇌구조》, 2009년
- 《나는 어떤 사람일까》, 2009년
- 《내 인생의 탐나는 심리학 50》, 2008년
- 《제7의 감각》, 2008년
- 《왜 아무도 NO라고 말하지 않는가?》, 2006년
- 《블링크》, 2005년
- 《인터넷 심리학》, 2001년
- 《좋은 부모? 나쁜 부모!》, 2001년
- 《적응을 위한 지식의 기능》, 1999년

### 방송
- 2007년 SBS 《심리극장 천인야화》(공동진행)(도중하차)[44]
- 2009년 ~ 2011년, 교육방송 《라디오 멘토 부모》 〈1318 대화가 필요해〉다시듣기
- 2010년 SBS 스페셜 출세만세
- 2011년 5월 12일 ~ 2011년 10월 20일, 문화방송 《색다른 상담소》 매주 목요일 〈NO상담〉, 다시듣기
- 2011년 11월 28일 ~ 2012년, CBS 표준FM 《김미화의 여러분》 매주 화요일, 다시듣기
- 2012년 2월 13일 ~15일 KBS 1TV TV 특강 한국인 당신은 누구인가
- 2015년 ~진행 중 《황상민의 심리상담소》
- 2016년 《김어준의 Papa is》 '황상민의 쥐라기프로젝트' 코너

## 강의
- 황상민 : 나는 쿨가이인가, 노바디인가(TEDxSEOUL)

## 참고
1. 1 2  황상민. 《디지털 괴짜가 미래 소비를 결정한다》.
2. 1 2  Sang Min Leo Whang. 《The New Consumer Psychology: Scanning buying behavior with MRI of the mind》.
3. 1 2  황상민. 《대통령과 루이비통》.
4. 1 2  “황상민의 심리연구소”. 《check.wisdomcenter.co.kr》. 2016년 9월 7일에 확인함.
5. 1 2  “혼군[昏君]>얼굴마담>우리 VIP : 신동아”. 《shindonga.donga.com》. 2016년 9월 7일에 확인함.
6. ↑  황상민 "난 학계의 유승민…해임 무효소송 간다". 노컷뉴스. 2016년 5월 24일.
7. ↑  “[名士멘토의 열공특강] 심리학자 황상민 남들은 보지 못한 걸 찾아내는 기쁨 "공부는 재밌는 보물찾기다"”. 2017년 3월 8일에 확인함.
8. ↑  WHANG, S. (1993년 1월 1일). “The organization of everyday places and their dimensional features: The priming effect of dimensions on the congruence of place and behavior.”. 《0620 - PSYCHOLOGY, DEVELOPMENTAL》.
9. ↑  “디지털 괴짜가 미래 소비를 결정한다”. 2017년 3월 8일에 확인함.
10. ↑  황, 상민 (1994). “인간 발달의 원리가 적용된 심리치료 및 교육 프로그램: 아동 및 청소년의 적응을 위한 발달적 맥락주의의 적용”. 《인간 발달 연구》.
11. ↑  “Four ways five factors are basic - ScienceDirect” (영어). 2017년 3월 8일에 확인함.
12. 1 2 3  “마음 읽기”. 2017년 3월 8일에 확인함.
13. ↑  황, 상민 (2010). “자기 성격에 대한 타인 평가 인식 유형: 성격에 관한 한국인의 인식 탐색”. 《주관성연구》.
14. ↑  “독립연습”. 2017년 3월 8일에 확인함.
15. ↑  황, 상민 (2012). 《대통령과 루이비통》. 들녘.
16. ↑  황상민, 유상원, 전혜원 (2013). “명품에 대한 태도와 행동에 따른 소비자 유형 탐색”. 《주관성 연구 제 27호》.
17. ↑  김도환, 황상민, & 최윤식 (2011). “정치 현상에 대한 한국인의 인식 유형과 심리적 기제”. 《한국심리학회지 : 사회 및 성격》.
18. ↑  “혼군[昏君]>얼굴마담>우리 VIP : 신동아”. 《shindonga.donga.com》. 2016년 11월 9일에 확인함.
19. ↑  “'대중심리학자' 황상민 교수 해임, 정권비판 '보복성' 논란”.
20. ↑  “'대중심리학자' 황상민 교수 해임, 정권비판 '보복성' 논란”. 《www.joseilbo.com》. 2016년 11월 9일에 확인함.
21. ↑  “[Magazine D 단독] ‘해임 논란’ 황상민 교수 격정토로”. 《동아닷컴》. 2016년 11월 9일에 확인함.
22. ↑  “유체이탈 언어 속에 꼭두각시 박근혜가 숨어 있다”. 2016년 11월 11일. 2016년 11월 12일에 확인함.
23. ↑  “정동영, “박근혜 정신연령 17세 진단 황상민 교수, 박근혜-최순실 게이트 희생자일 수도””. 2016년 12월 25일에 확인함.
24. ↑  “'대중심리학자' 황상민 교수 해임, 정권비판 '보복성' 논란”. 《www.joseilbo.com》. 2016년 11월 9일에 확인함.
25. ↑  “'대중심리학자' 황상민 교수 해임, 정권비판 '보복성' 논란”. 《www.joseilbo.com》. 2016년 11월 28일에 확인함.
26. ↑  “'대중심리학자' 황상민 교수 해임, 정권비판 '보복성' 논란”. 《www.joseilbo.com》. 2016년 11월 28일에 확인함.
27. ↑  “[Magazine D 단독] ‘해임 논란’ 황상민 교수 격정토로”. 《동아닷컴》. 2016년 11월 28일에 확인함.
28. ↑  MoneyToday. “돈이 보이는 리얼타임 뉴스 '머니투데이'”. 《news.mt.co.kr》. 2016년 11월 28일에 확인함.
29. ↑  “황상민 교수, 샤마니즘 직격탄에 '십자포화' ... 조종자들의 '복수혈전' - 반응이 쎈 CBC뉴스”. 2016년 11월 28일에 확인함.
30. ↑  “황상민 "난 학계의 유승민…해임 무효소송 간다" - 노컷뉴스”. 《www.nocutnews.co.kr》. 2016년 11월 28일에 확인함.
31. ↑  “CJ 미운털 박힌 이유, 박근혜 희화화한 SNL 때문이었나”. 《중앙일보》. 2016년 11월 4일. 2016년 11월 9일에 확인함.
32. ↑  Whang, Sang Min (2015년 11월 4일). 《The New Consumer Psychology: Scanning buying behavior with MRI of the mind》 (영어). Routledge. ISBN 9781138898936.
33. ↑  MoneyToday. “"대통령 비하 발언 때문에 해임"…靑 입김? - 머니투데이 뉴스”. 2016년 11월 11일에 확인함.
34. ↑  ““감히 기생충에게 배우라니...” - PD저널”. 2016년 11월 9일에 확인함.
35. ↑  “혼군[昏君]>얼굴마담>우리 VIP : 신동아”. 2017년 3월 9일에 확인함.
36. ↑  “쾌도난마”. 《tv.ichannela.com》. 2016년 11월 9일에 원본 문서에서 보존된 문서. 2016년 11월 9일에 확인함.
37. ↑  “김성주 "연대, 황상민 징계위 회부 약속" - 노컷뉴스”. 《www.nocutnews.co.kr》. 2016년 11월 9일에 확인함.
38. ↑  “김연아 교생실습은 쇼”, 대학교수 발언논란 이혜미《헤럴드경제》2012-05-24
39. ↑  김미화 "김연아 교생실습 쇼" 논란에 사과 의사 밝혀 보관됨 2014-10-30 - 웨이백 머신 서환한《매일경제》2012-05-27
40. ↑  김연아 측 “황상민 교수 사과한다면 고소 취하할 수 있다” 이민지《뉴스엔》2012-06-06
41. ↑  김종효 기자. “황상민 김연아 사과 요구에 “할복자살이라도 해야하나” 분통”.
42. ↑  “‘김연아 교생 쇼’ 논란이 들춘 불편한 현실”. 2017년 3월 14일에 확인함.
43. ↑  “연세대학교 심리학과 교수 소개”. 2013년 8월 20일에 원본 문서에서 보존된 문서. 2011년 10월 8일에 확인함.
44. ↑  윤고은 (2008년 1월 9일). “SBS '천인야화', 박해미 단독 진행 체제로”. 연합뉴스. 2019년 8월 9일에 확인함.